# Evangelische Stadtkirche Stadtallendorf

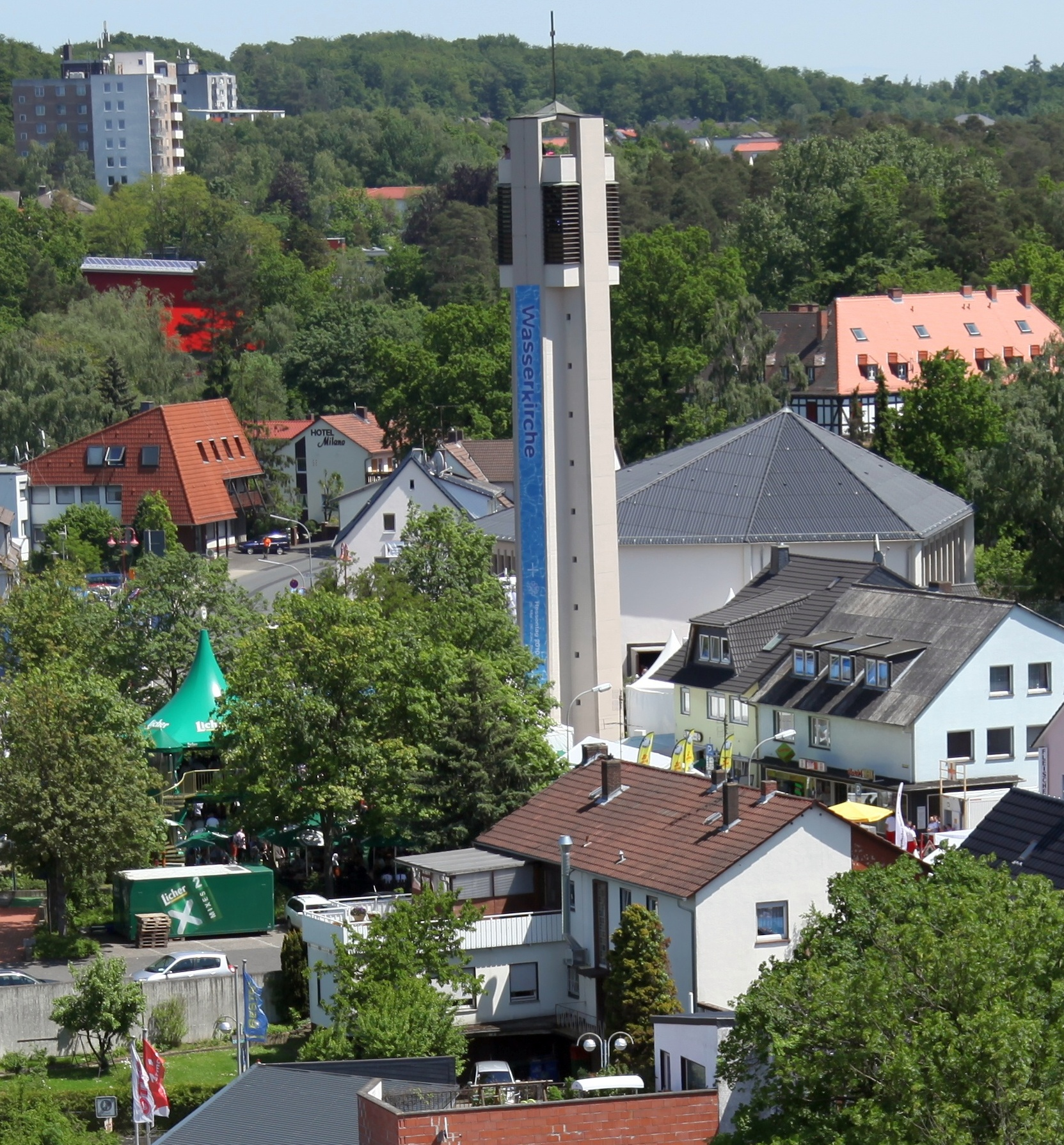
Stadtkirche

Die evangelische Stadtkirche Stadtallendorf ist ein Kirchengebäude in Stadtallendorf im hessischen Landkreis Marburg-Biedenkopf.

## Geschichte
1952 wurde in Stadtallendorf mit der Notkirche der erste evangelische Kirchenbau eröffnet. Aufgrund der geringen Größe waren weitere Kirchengebäude für die anwachsende Gemeinde nötig. So wurden 1960 die Stadtkirche und 1965 die Herrenwaldkirche (2013 entwidmet) eingeweiht. Die Grundsteinlegung für die Stadtkirche fand 1959 statt, am 11. September 1960 wurde sie eingeweiht. Weihnachten 1960 erhielt die Kirche Glocken, 1964 eine Orgel, die 1980 durch die Firma Bosch umgebaut wurde.

## Gemeinde
Die Evangelische Stadtkirche gehört zur Kirchengemeinde Herrenwald im Kirchenkreis Kirchhain, der zum Sprengel Marburg innerhalb der Evangelischen Kirche von Kurhessen-Waldeck gehört.